# 1527.
◄ | 15. stoljeće | 16. stoljeće | 17. stoljeće | ►
◄ | 1490-ih | 1500-ih | 1510-ih | 1520-ih | 1530-ih | 1540-ih | 1550-ih | ►
◄◄ | ◄ | 1524. | 1525. | 1526. | 1527. | 1528. | 1529. | 1530. | ► | ►►
Arhitektura • Astronomija • Glazba • Kazalište • Kiparstvo • Knjige • Književnost • Kršćanstvo • Medicina • Politika • Pravo • Promet • Slikarstvo • Znanost

## Događaji
- 1. siječnja – na Cetinskom saboru hrvatsko plemstvo izabere austrijskog nadvojvodu Ferdinanda Habsburškog za hrvatskog kralja.
- 6. siječnja – na saboru u Dubravi pokraj Čazme slavonsko plemstvo (Slavonski sabor) izabere Ivana Zapolju za kralja Hrvatske i Slavonije. Uskoro je izbio građanski rat u Hrvatskoj i Ugarskoj.
- 6. svibnja – Sacco di Roma: carska vojska Karla V. opljačka Rim.
- Osmanlije su zauzele Obrovac na Zrmanji

## Rođenja
- 21. svibnja – Filip II., kralj Španjolske († 1598.)
- 13. srpnja – John Dee, engleski znanstvenik († 1608.)
- 31. srpnja – Maksimilijan II., njemačko-rimski car, ugarsko-hrvatski i češki kralj  († 1576.)
- 18. studenog – Luca Cambiaso, talijanski slikar († 1585.)
- Łukasz Górnicki, poljski humanist, pjesnik i državnik († 1603.)

## Smrti
- 5. siječnja – Felix Manz, švicarski anabaptist (* oko 1498.)
- 22. lipnja – Niccolò Machiavelli, talijanski književnik i političar (* 1469.)
- Krsto Frankopan Ozaljski, hrvatski knez (* 1482.)
- Šiško Menčetić, dubrovački vlastelin (* 1457.)
- Wayna Qhapaq, kralj Inka (* oko 1476.)
- Ludovik Crijević Tuberon, hrvatski latinist (* 1459.)